# Meizu

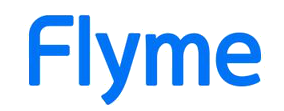
Logo oprogramowania Flyme

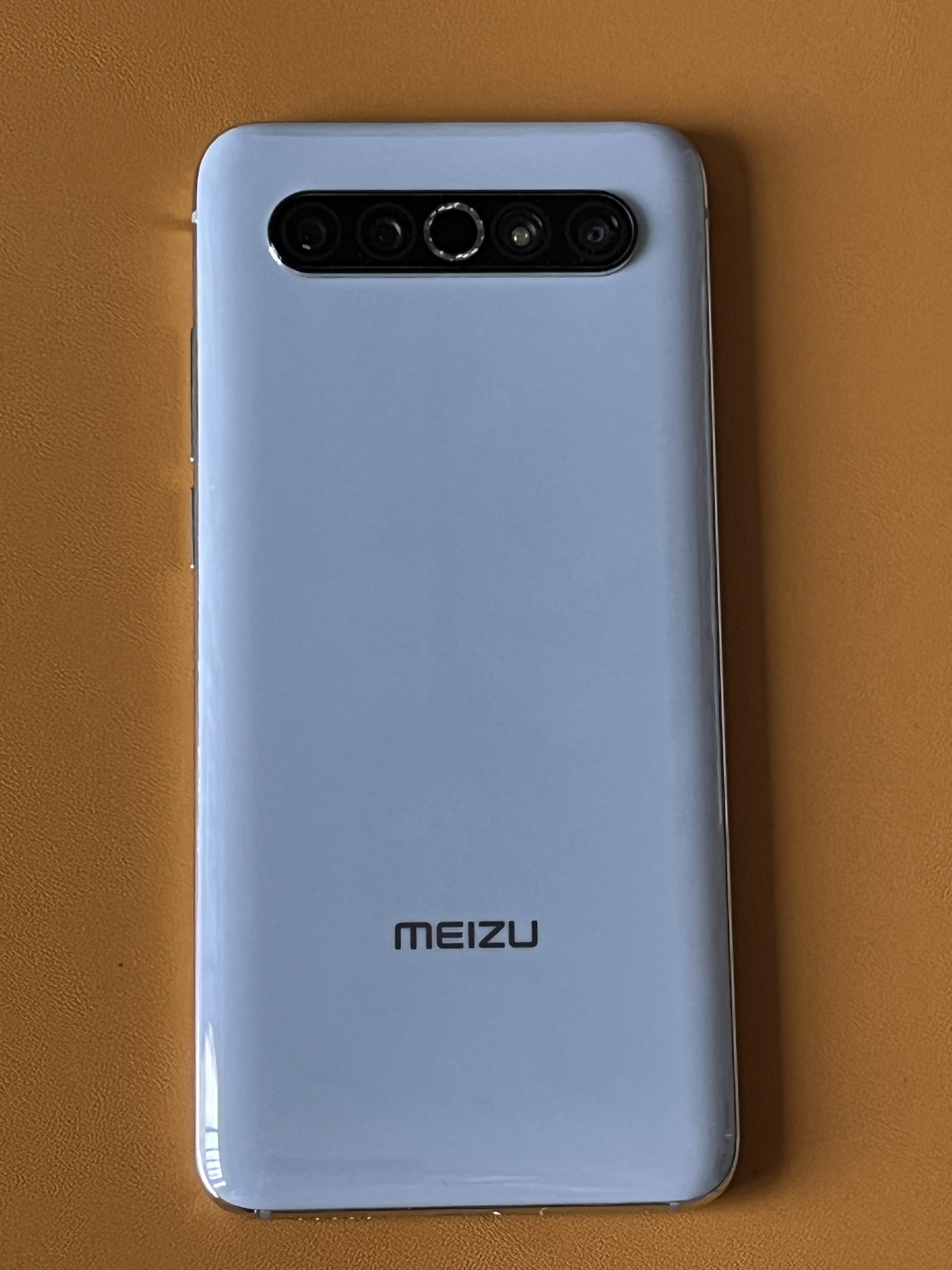
Meizu 17Pro

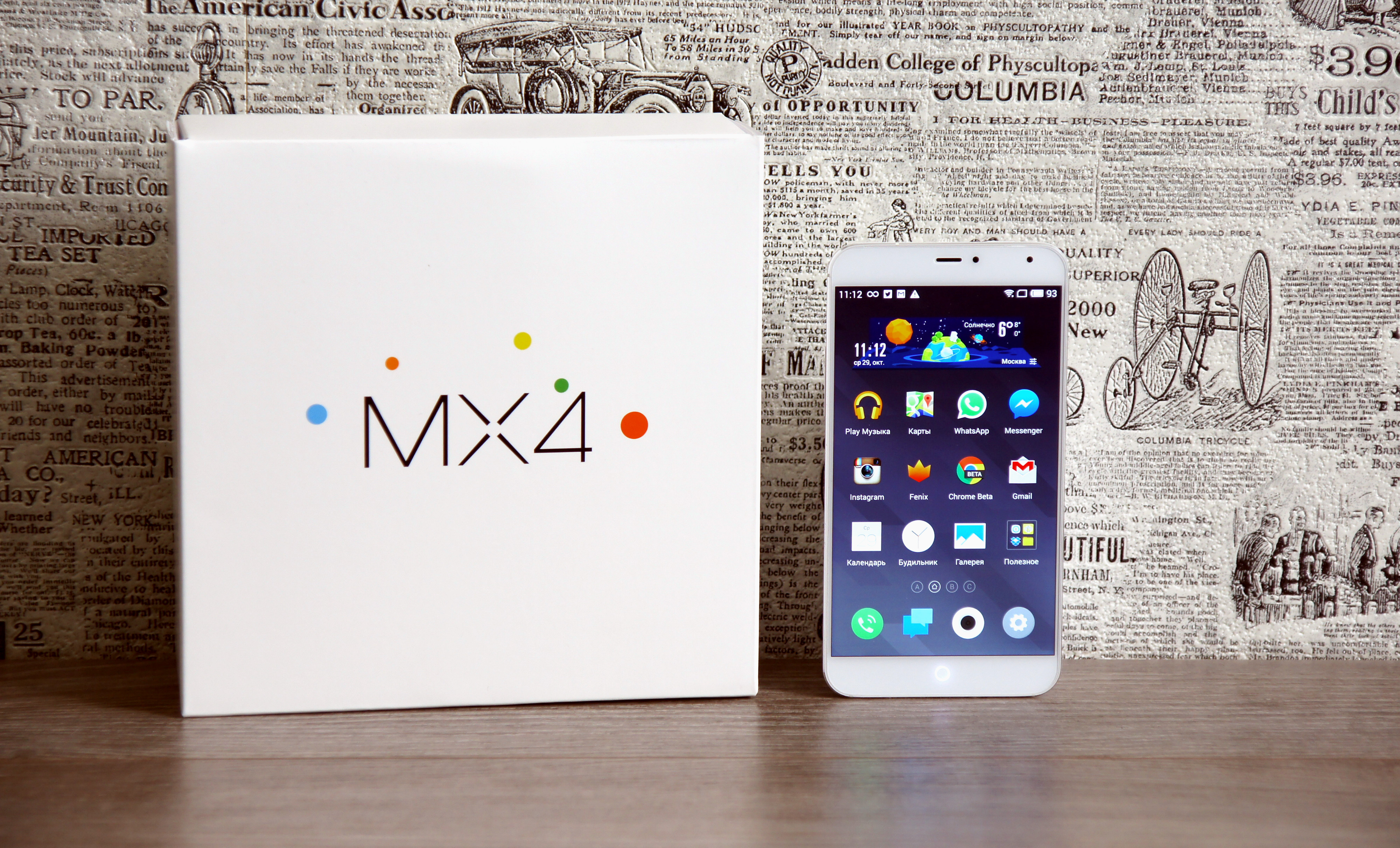
Meizu MX4

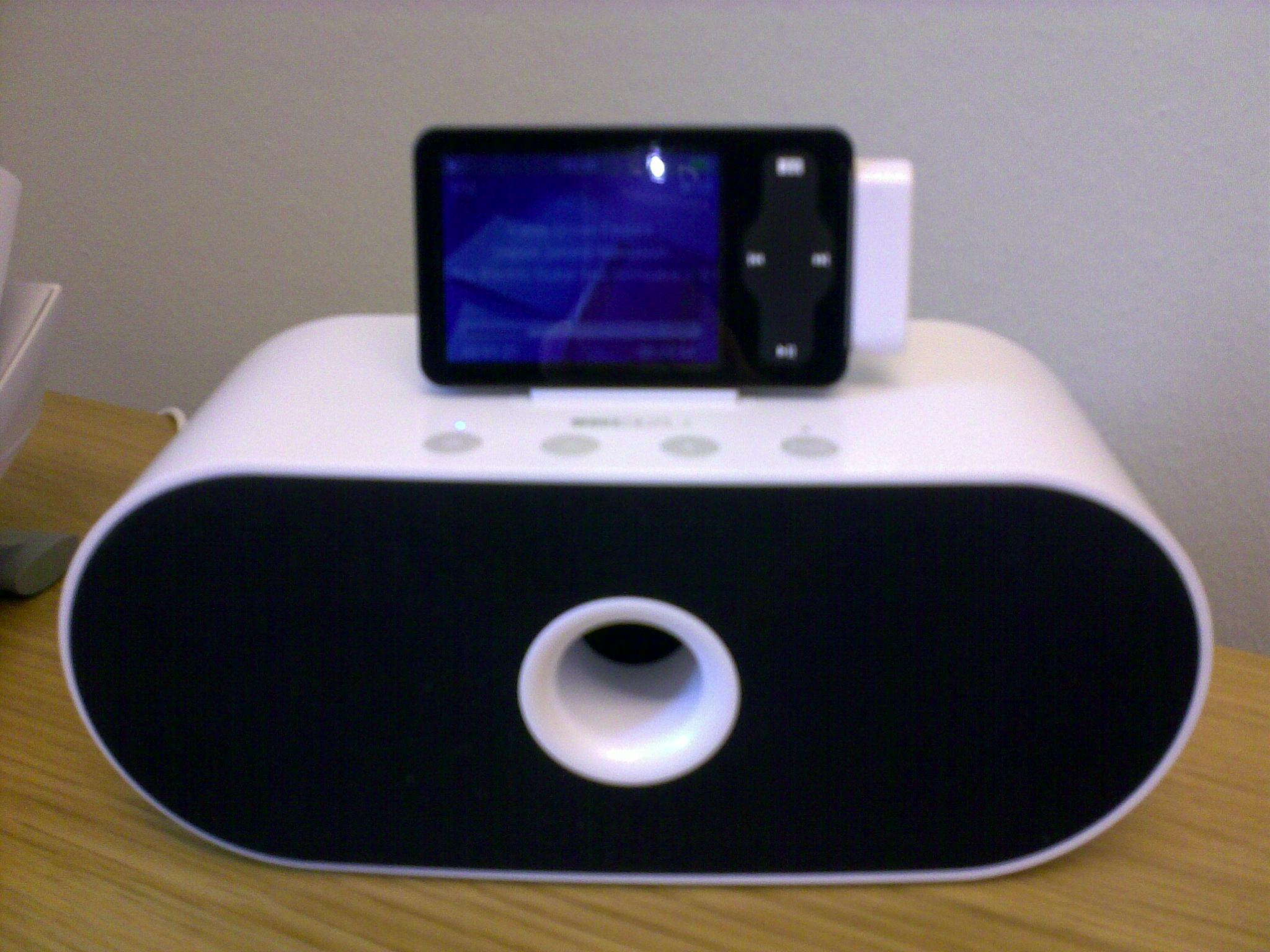
Meizu mDock

Hubei Xingji Meizu Group Co., Ltd. (chiń. 湖北星纪魅族集团有限公司), dawniej Meizu Technology Co., Ltd. (chiń. 魅族科技有限公司) – chińskie wielobranżowe przedsiębiorstwo technologiczne i elektroniczne. Meizu Technology zostało założone w 2003 roku przez Jacka Wonga, a swoją siedzibę ma w Zhuhai w prowincji Guangdong. Siedziba grupy DreamSmart (Xingji Meizu) mieści się w Wuhanie w prowincji Hubei.
Pierwotnie Meizu zajmowało się produkcją odtwarzaczy MP3 i MP4, a z czasem zaczęło tworzyć telefony komórkowe. Opracowało własną nakładkę na system Android zwaną Flyme. Poza telefonami komórkowymi Meizu wprowadziło na rynek akcesoria mobilne, w tym głośniki, słuchawki, kable i powerbanki, a także urządzenia ubieralne.
W 2007 roku pojawiły się bliższe informacje o debiutanckim telefonie Meizu (o nazwie Meizu M8). Pierwszy smartfon Meizu, działający w oparciu o system Windows CE z zainstalowaną nakładką Mymobile, był określany w mediach jako chiński klon iPhone’a. Do sprzedaży trafił ostatecznie w 2009 roku. W 2011 roku przedsiębiorstwo wypuściło na rynek model Meizu M9, już z systemem Android. W 2018 roku smartfony Meizu stały się dostępne w oficjalnej polskiej dystrybucji.
Niegdyś Meizu należało do najpopularniejszych marek smartfonów w Chinach, lecz ostatecznie praktycznie ustąpiło miejsca takim markom jak Honor, Oppo, Vivo i Xiaomi. Od 2020 roku producent ograniczył swoją obecność na globalnym rynku telefonów komórkowych. W 2022 roku Meizu zostało przejęte przez chiński koncern motoryzacyjny Geely, a następnie doszło do powstania DreamSmart Group (Xingji Meizu). W 2024 roku ogłoszono, że Meizu porzuca rozwój smartfonów, a przedsiębiorstwo ma się skupić na sztucznej inteligencji i produktach nazywanych „urządzeniami jutra”, w tym rozwiązaniach związanych z branżą motoryzacyjną. Marka Meizu pozostała jednak obecna na rynku urządzeń mobilnych. W 2025 roku doszło do ponownej ekspansji Meizu na rynki zagraniczne.